# Friedrich Lange (Maler)

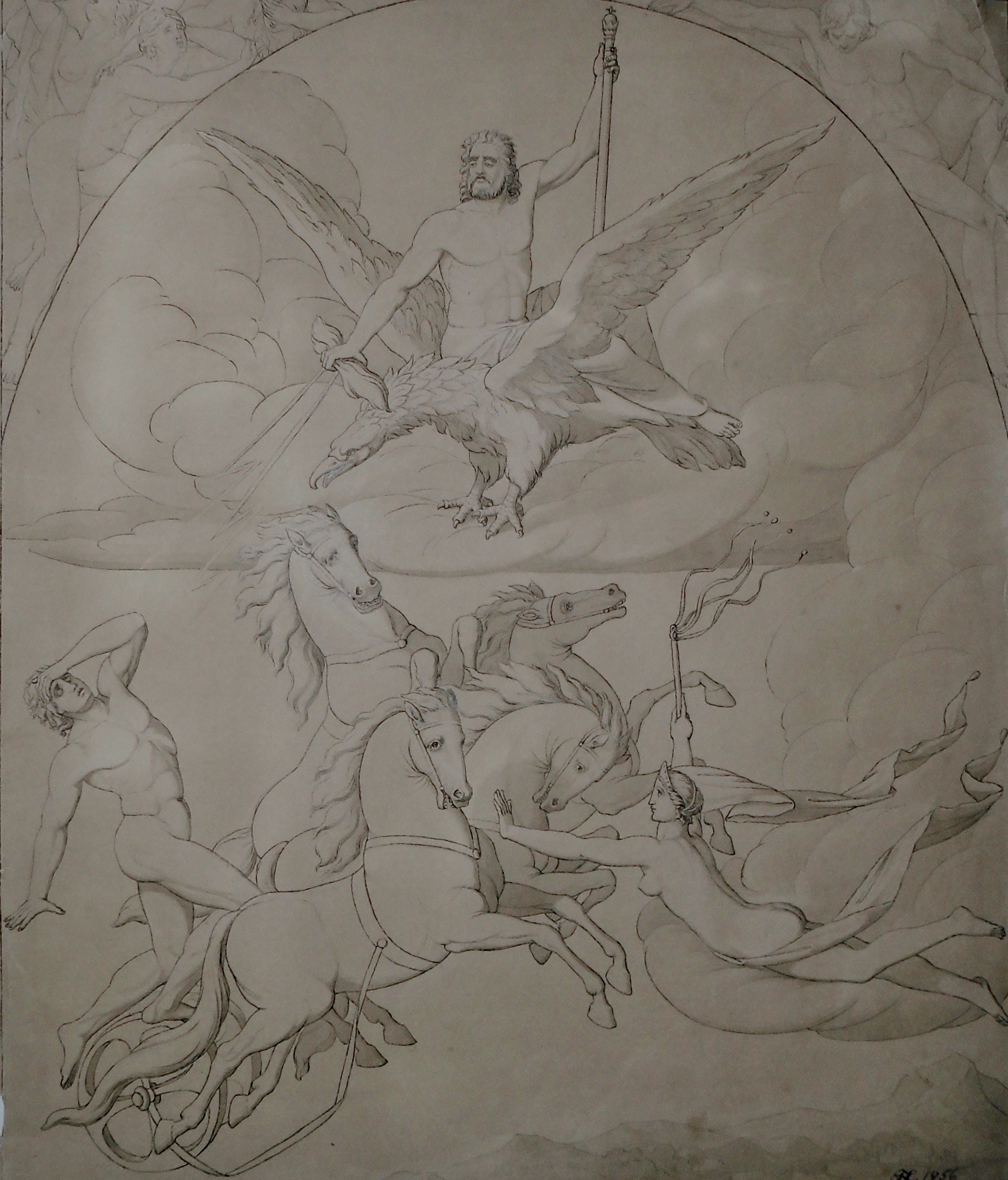
Sturz des Phaeton (1856)

August Friedrich Ernst Lange (* 29. Oktober 1834 in Plau am See; † 18. Juli 1875 in Straßburg) war ein deutscher Historienmaler.

## Leben
Friedrich Lange wurde als Sohn des Gerichtsschreibers Georg Friedrich Christian Lange und dessen Frau Lisette Franziska, geborene Schulz, geboren. Seine frühen Lebensjahre verbrachte er in Plau, bevor die Familie 1842 nach Bützow zog, da sein Vater als Registraturgehülfe ans Criminal-Collegium versetzt worden war. Friedrich hatte insgesamt sechs Geschwister: Ein jüngerer Bruder widmete sich dem Musikstudium in Dresden, während ein anderer tragischerweise kurz vor seinem Jura-Examen verstarb. Seine Malerlehre absolvierte er bei Gaston Lenthe in Schwerin, bevor er an die Kunstakademie in Dresden wechselte. Dort studierte er fünf Jahre lang intensiv und war vier Jahre lang ein besonderer Schüler von Julius Schnorr von Carolsfeld.
1859 erhielt Lange auf der Kunstausstellung Dresden eine goldene Medaille für Die Grablegung Christi. In den Jahren 1859 bis 1862 lebte er mit einem Stipendium des Großherzogs Friedrich Franz II. in Rom und war dort Mitglied im Lukasbund und im Deutschen Künstlerverein. Von April bis Oktober 1862 lebte Lange in Schwerin, wo zwei kleine Auftragsarbeiten entstanden. Anschließend zog es ihn weiter nach Bayern, Österreich und Norditalien. Er wurde nur 40 Jahre alt. Eine seiner Töchter war die Malerin und Kunsthandwerkerin Laura Lange, die zusammen mit Martha von Kranz in München ein Atelier betrieb.

## Werke (Auswahl)
- Sturz des Phaeton (1856, Privatbesitz)
- Christus am Kreuz (1856, im Staatl. Museum Schwerin, aus großherzoglichem Besitz)
- Die Grablegung Christi (1858, in der Dorfkirche Stralendorf (1869 Stiftung des Grafen Adolf Friedrich von Schack auf Zülow))
- Zeichnungen für einen vierteiligen Zyklus (1858)

1. Das Leben des Herrn
2. Das prophetische Amt des Herrn (Mittelteil: Bergpredigt)
3. Das hohepriesterliche Amt (Mittelteil: Kreuzigung)
4. Das königliche Amt (Mittelteil: Jüngstes Gericht) 1858

- Rückreise vom Tempel (1859, in Rom entstanden)
- Kreuzigung (1860/62, in der Marienkirche Plau am See (Stiftung Sophie Micheel u. Großherzog))
- Christus am Kreuz (1862, in der Kirche Buchholz (Stiftung Familie von Bülow))
- Auferstandener Christus mit Siegesstandarte  (Mittelteil des Altarretabel, 1867, Stiftskirche Bützow)
- Verklärung des Herrn auf dem Berge (1867, St. Marien Dargun, 1945 verbrannt)
- Christi Geburt, Bergpredigt und Auferstehung (1867, in der Kirche Neukloster)
- Glaube, Liebe, Hoffnung (1867, im Staatl. Museum Schwerin)
- Altarbild in der Kirche Parum (1869)
- Kreuzigungsgruppe (1871, in der Kirche Burow, 1960 verbrannt)
- Altarbild in der Kirche Sülten (1874)
- Die Auferstehung (1874, in der Kirche Leussow)
- Weibliche Aktzeichnung (Privatbesitz)
- Männliche Aktzeichnung" (unbekannter Privatbesitz USA)

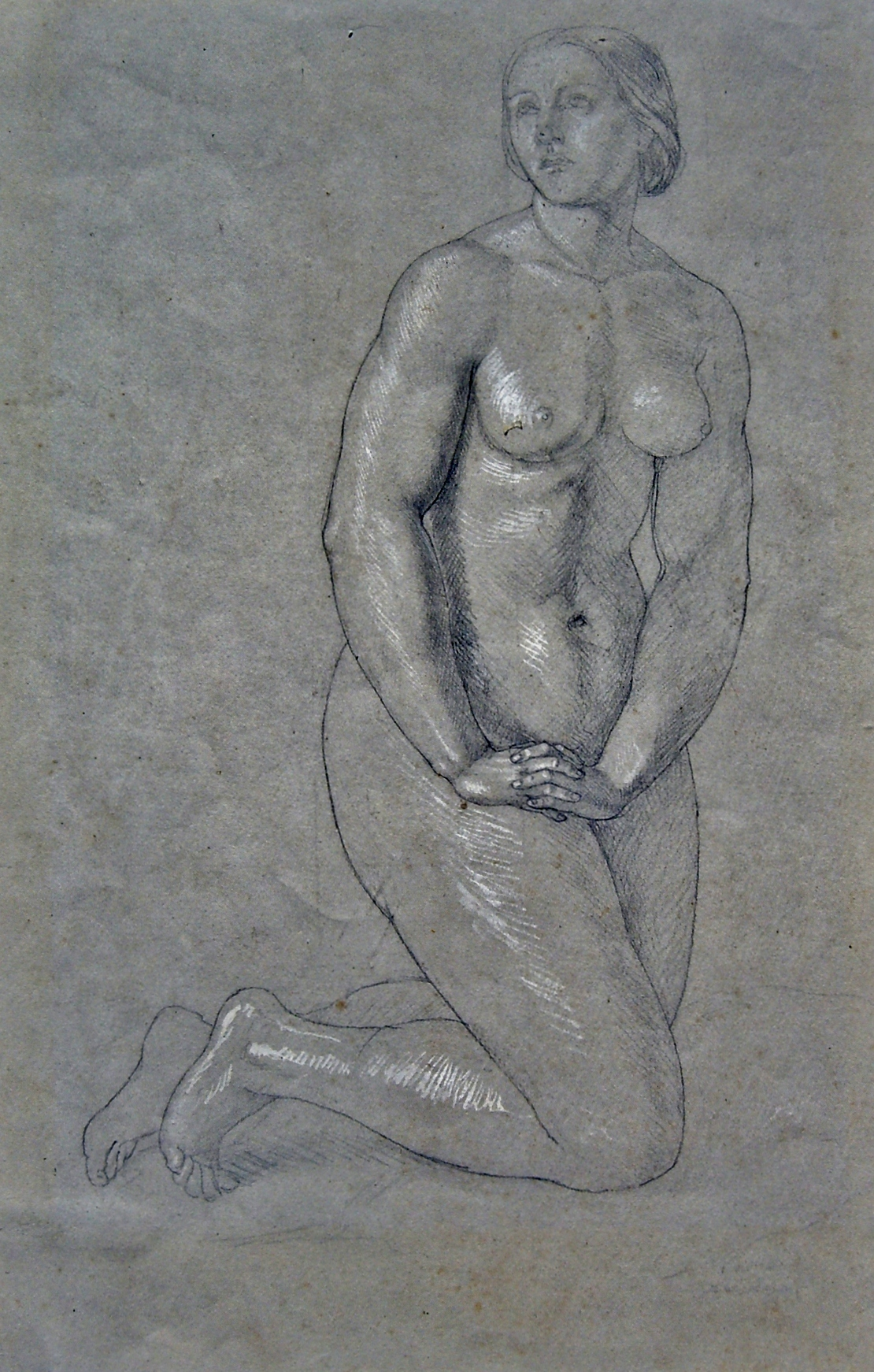
Aktzeichnung um 1860
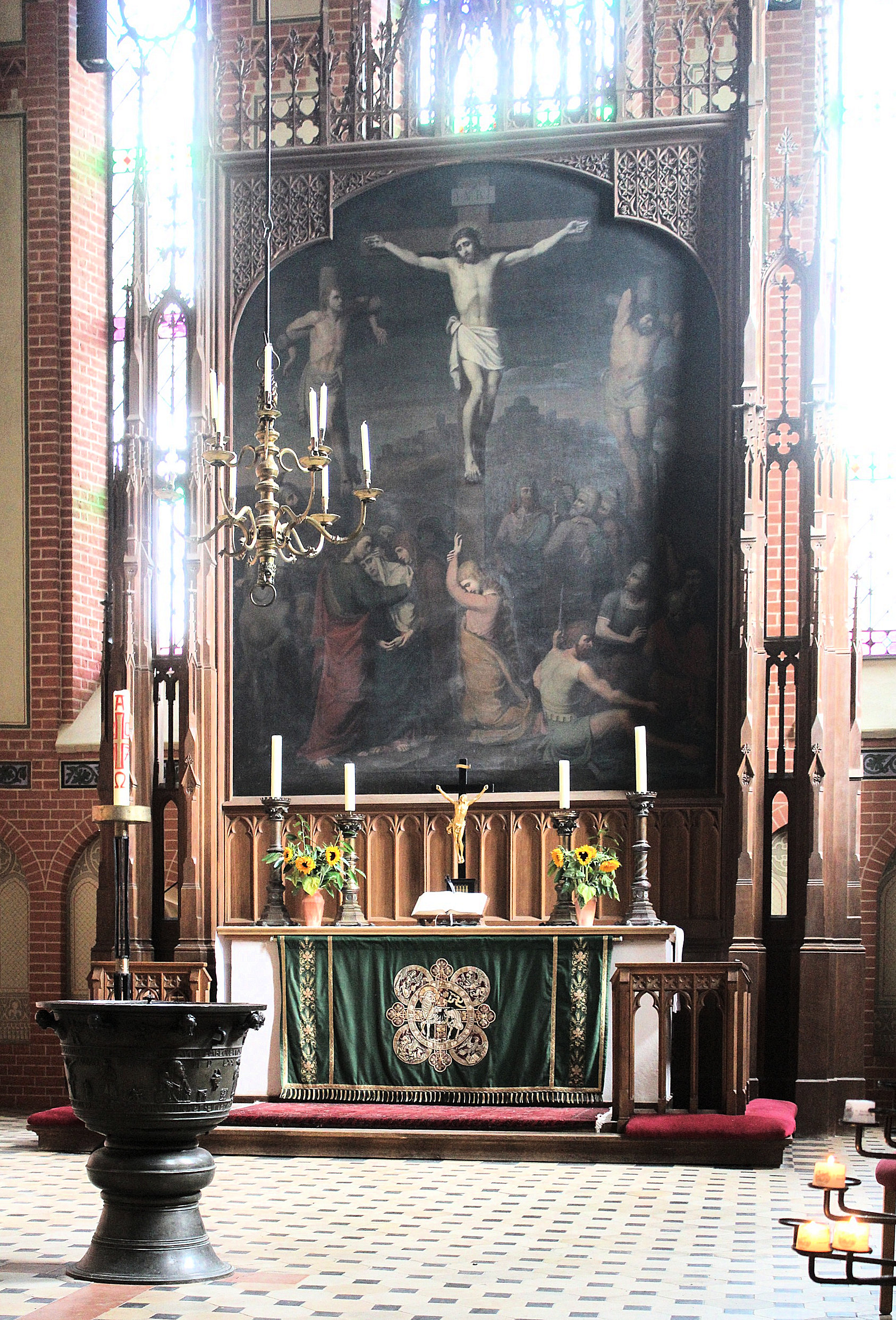
Altarretabel  Marienkirche Plau am See
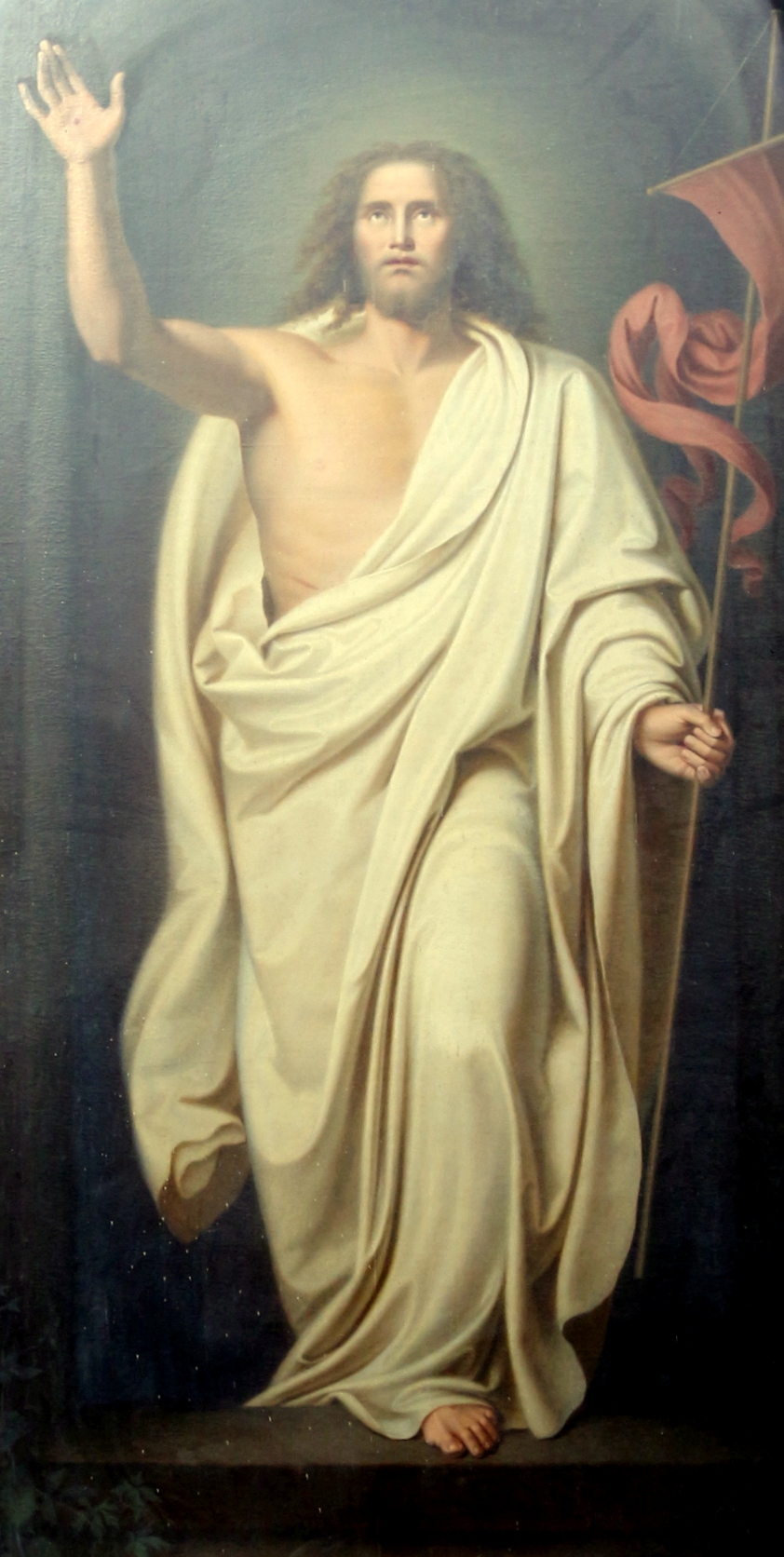
Gemälde des Altarretabel Stiftskirche Bützow